# ゾン (楽器メーカー)
ゾン（ZON Guitars）は、エレクトリックベースを製造するアメリカ合衆国の企業である。

## 概要
1981年5月にジョー・ゾン（Joseph Zon）によってニューヨーク州バッファローに設立された。作られる楽器は全てハンドメイドで作られており、ゾン独自の技術とデザイン性に評価が高く、愛用しているプロミュージシャンが数多くいる。
ゾンのベースの特徴は、ネックに「コンポジット・ネック」と呼ばれるグラファイトを主とした合成素材を採用していることである。これは、創始者のジョー・ゾンが修理工時代に持ち込まれた修理品の大半がネックのトラブルによるもので、その経験から、耐久性のあるベースを作る為、素材を研究するようになる。その頃からグラファイトに目をつけ、グラファイト・ネックの特許を持っていたモデュラス・グラファイト社と5年間提携関係を結び、その後は独自の製法を採用した。なお、コンポジット・ネックの詳細については企業秘密になっている。その他、フェノウッド指板などを採用していることも特徴的である。ピックアップやプリアンプはゾンのために合わせたバルトリーニ製やポリフュージョン製を採用している。初期タイプのものはハードウェアがシャーラー製であったが、現在はオリジナルのものに変更されている。現在のモデルには搭載されているトラスロッドだが、初期タイプのものには搭載されていなかった。

## モデル
- Legacy Elite

ゾンのフラッグシップモデルである。ボディはトップにメイプルやコア材を、バックにマホガニーを採用している。グラファイトコンポジットネックのセット・ネックである。
- Sonus

コンセプトとしてはLegacyと同じだが、Fender Jazz Bassの音を意識しており、ボルトオン・ネックを採用したりしている。ボディには、バックにアッシュが使われている。
- Mosaic
- Hyperbass
- VB

- Standard

Legacy、Sonus、Mosaicの廉価版。ネックが木材のため各種モデルの価格がかなり抑えられている。現在日本では発売されていないもの。

## 主な使用アーティスト

### 海外
- マイケル・マンリング
- アダム・デュース - マシーン・ヘッド
- ジョン・ウェットン - エイジア
- ビリー・グールド - フェイス・ノー・モア
- メル・シャッカー - グランド・ファンク・レイルロード
- ロバート・トゥルージロ - メタリカ

### 日本
- tetsuya - L'Arc〜en〜Ciel
- 関口和之 - サザンオールスターズ
- 桑田佳祐 - サザンオールスターズ[1]
- 信人 - UVERworld